# 斑叶堇菜
斑叶堇菜（学名：Viola variegata）是堇菜科堇菜属的植物。分布于朝鲜、俄罗斯、日本以及中国大陆的辽宁、内蒙古、山西、河北、甘肃、陕西、安徽、吉林、黑龙江等地，生长于海拔100米至1,800米的地区，多生长于灌丛中、林下、山坡草地以及阴处岩石缝中。

## 异名
- Viola variegata Fisch. ex Link f. viridis (Kitag.) P. Y. Fu et Y. C. Teng